# Anna Karenina (film, 1985)
Az Anna Karenina egy 1985-ben bemutatott amerikai romantikus tévéfilmdráma. Simon Langton rendezte, a forgatókönyv Lev Tolsztoj Anna Karenina című műve alapján készült.
A film magyar vonatkozása többek között, hogy Magyarországon forgatták, és Bertalan Tivadar működött közre látványtervezőként. Magyarországi bemutatásáról, vetítéséről nincs információ.

## Főbb szereplők
- Anna Karenyina – Jacqueline Bisset
- Vronszkij gróf, Anna szeretője – Christopher Reeve
- Alekszej Karenyin, Anna férje – Paul Scofield
- „Sztyiva” Oblonszkij, Anna fivére – Ian Ogilvy
- „Betsy” Tverszkaja hercegnő, Anna barátnője – Anna Massey
- „Dolly” Oblonszkaja, Sztyiva felesége – Joanna David
- „Kitty” Scserbackaja – Judi Bowker
- Vronszkaja grófné, Vronszkij anyja – Judy Campbell
- Dr. Hauser – Szabó Imre
- Francia szobalány – Darvas Magda
- Előkelő hölgy – Marsha Fitzalan

## Érdekesség
Christopher Reeve erre a szerepre készülve tanult meg lovagolni. A lovaglás a szenvedélyévé vált. 1995-ben lovas baleset következtében súlyosan megsérült, nyaktól lefelé lebénult

## További információ
- Anna Karenina a PORT.hu-n (magyarul)
- Anna Karenina az Internet Movie Database-ben (angolul)
- Anna Karenina a Rotten Tomatoeson (angolul)
- Anna Karenina a Box Office Mojón (angolul)
- Anna Karenine (1985) (francia nyelven). AlloCiné.fr
- Anna Karenina (1985) (német nyelven). Filmdienst.de